# 冴島大河
冴島 大河（さえじま たいが）は、セガのアクションゲーム「龍が如くシリーズ」に登場する架空の人物。同シリーズの主人公の一人。
担当声優は小山力也。

## 概要
かつて自身が起こした事件から「極道18人殺し」の異名を持つ元ヤクザ。
関西弁を喋る大柄かつ屈強な体格の持ち主で、背中には自身と恩人である笹井組長との縁を表す「虎（大河＝タイガー）」と「笹の葉（笹井組）」が彫られている。服装は『4』では桐生一馬から、『5』ではマタギの奥寺から受け取ったものを着用しているが、どちらもコートに黒シャツ、柄パンツにブーツで固められており、本人の厳つい容貌をさらに強調するような装いとなっている。特定の状況下では、囚人服や礼服、紋付き袴を着用したことがある。髪型は『4』と『5』の序盤までは長髪だったが、『5』で網走刑務所に収監されて以降は『6』の出所後も丸刈りを貫いている。
両親を亡くす前は教師を志しており、渡世の父である笹井の穏健かつ人情深い影響もあってか、作中でも厳つい外見に反して温厚かつ面倒見の良いところが随所で見受けられるなど、人情味溢れる人物。言葉遣いも相手を諭すようなものが多く、彼との出会いをきっかけに改心する悪役キャラクターも少なくない。桐生もまた自分を風間時代の東城会を知る年長者として少なからず敬意を払っている。他に深い縁を持つ者に真島吾朗がおり、彼が堂島組内嶋野組構成員であった頃から渡世の兄弟として親交を深めていた。笹井や真島、そして自身の為に「極道18人殺し」の事件を起こしたとは言え、自分の手で人を殺めてしまった事に対しては後悔と恐怖の念を抱き続けており、サイの花屋から情報を入手する条件として、闘技場でデスマッチを強いられた際には対戦相手にとどめを刺す事を自ら止め、エキサイトした観客から「18人も殺しているんだから1人ぐらい増えても問題無いだろう」と心無い野次が飛ぶと、「そんな事を言うた奴は誰や！？」、「殺せ殺せ言うけども、お前ら人殺した事があるんか！？」と激昂し、人を殺す事がいかに恐ろしいかを涙ながらに語った。
『4』ではキャバクラに興味がない、ガラではないのでカラオケを歌わない、横文字が苦手など、25年に及ぶ獄中生活の影響もあって都会に馴染めないところを見せるが、『5』ではキャバクラやカラオケボックスにも来店できるようになっている。趣味は木像作りで『4』では天啓の際に見事な木像を作ってみせた。なお、失敗すると熊の置物ができる。好物は焼肉のホルモンで、『4』で逃亡中の神室町探索の際には韓来でその気持ちを露呈した。『5』ではホルモンに喩えた話を真島に説いたこともある。
「極道18人殺し」は桐生に匹敵する東城会の伝説となっており、彼と共に東城会の象徴的存在であると言われているため、実際の戦闘能力においても100人もの武装した受刑者を事も無げに全滅させる、通常の倍以上のサイズの巨大熊を素手で倒す、走行して自分に突っ込んできた自動車を受け止めるなど人間離れしている。しかし、倒した敵を無力したかや武器を残していないかを確認せず背を向けるなど、桐生同様に詰めの甘い部分もあり、それが原因で『4』では妹の靖子を死なせてしまった。『5』でも同じような形で危機に陥ったものの、日村に助けられている。
戦闘では豪快な投げ技や強力な突進技、溜めからの強烈な打撃など人間離れした力技を用いて戦う。移動速度は桐生や秋山などの他の主人公キャラクターに比べるとやや鈍重ではあるものの、他の主人公には持ち上げることができない大型バイクなどの配置物を武器として使用することができる。『5』における固有の絶技「猛虎の心得」ではその絶対的な怪力ぶりはより顕著になり、大の大人を武器のように振り回し、街角に設置されている配電盤や道路標識を引き剥がして武器にするなどの戦法をとる。
『7』では真島と共に春日に挟撃を仕掛ける絆技「剛刃合殺」を使用する。また、デリバリーヘルプのキャストとしても登場し、敵全体の防御力を下げる効果を持つ攻撃を放つ「猛虎旋風波」という技を使う。

## 劇中での活躍

### 本シリーズ
回想での主な出来事
1977年（当時12歳）に両親を亡くし、義理の妹である冴島靖子の病を治療するために靖子の実父に金を要求され、そのために喧嘩に明け暮れて金を奪う行為を続けていたが、東城会系笹井組の笹井組長に返り討ちに遭い、事情を知った彼の助力で靖子の病は完治する。以後は笹井に恩義を感じ、背中に自身と笹井を象徴する刺青を彫り、笹井組に若衆として所属することになる。その後、1985年4月21日（当時20歳）に笹井組長の出世のために都内飲食店にて上野誠和会幹部18名を拳銃で襲撃して直後に警察に出頭し、殺人容疑で逮捕される。取り調べでは黙秘。その後は裁判で死刑判決が確定すると即日「東京刑務所」に送られ、2010年3月1日まで死刑囚として25年間を過ごす。靖子は刑務所へ面会申請を出しても拒否された（『4』）。

#### 龍が如く0 誓いの場所
服役中であるため、名前と回想のみでの登場となっている。

#### 龍が如く4 伝説を継ぐもの
45歳となり、死刑執行まであと数日と迫っていた中で突如「沖縄第弐刑務所」なる施設に移送され、そこに収監されていた浜崎豪と出会う。しかし、彼が当時の上野誠和会と東城会、そして自身の18人殺しに関する真実に肉薄していることを知ると、彼が提案する脱獄に参加する。脱獄は成功したが、兄弟とまで信頼するようになった浜崎とは離れ離れとなって桐生が営むアサガオの浜辺に流れ着く。その後は偶然見掛けた桐生と遥の手当てを受けて25年前の真相を確かめるために神室町へと向かい、神室町での城戸との出会いや、笹井や真島との再会を経た後に上野誠和会組員と葛城により拘束され、真犯人である葛城から「襲撃事件において冴島が発砲した銃弾は全てゴム弾で、誰一人殺していなかった」という真相を告げられる。その後、自身を庇って靖子は死亡し、無気力状態となってしばらくは復讐さえも行わないとしたが、桐生から浜崎の最期の願いを聞いたことで覚悟を決めて東城会を守るために立ち上がり、ミレニアムタワーでの決戦では自身の言葉により道を誤った城戸と対決し、実力差から終始圧倒して勝利する。事件後は殺人罪も冤罪となり、また既に25年という殺人未遂や傷害罪としても長過ぎる刑期を過ごしていたことから釈放され、桐生と真島の推薦を受けて東城会直系冴島組を旗揚し、亡き「兄弟」である浜崎豪の願いを果たして再び人生を歩み始める。

#### 龍が如く5 夢、叶えし者
2010年12月（45歳）に東城会や自分自身の人生を再び歩むために身を洗うことを決意し、先述の「傷害罪」の贖罪を目的に懲役3年の実刑に服することを決め、北海道の網走にある刑務所に自ら収監される。その後は長らく模範囚としての日々を過ごしていたが、2012年12月（当時47歳）の仮釈放の寸前に「真島吾朗の死亡」の記事を目にし、時を同じくして破門通告を受けるとその真相を確かめるために同房だった馬場茂樹と共に再び脱獄する。その後、脱獄した先の月見野で真島の死の真相を知る北方と出会い、真相に辿り着きかけた直後に北方は撃たれ、更には北方を狙撃したのが馬場であることを知るが、その馬場が自身の優しさに触れた事で殺害に躊躇し、自殺しようとしたために力づくで止めるために馬場と激突し、死闘の末に勝利して馬場を見逃す。その直後に府警の芹沢に逮捕され、芹沢から見逃す代わりに森永を追うように強いられて神室町に向かい、そこで相沢との出会いを経て森永が既に死亡している事と森永殺しの重要参考人である勝矢の存在を知る。その後は勝矢を追って神室町ヒルズに向かい、そこで勝矢の黒幕を誘き寄せる策に乗ることで黒幕を誘き寄せることに成功し、黒幕が芹沢であることや芹沢の正体が近江連合七代目会長である黒澤であることを知る。その後、遥を人質に取られて「桐生の命より大切なものを見捨てることはできない」と自身より桐生や遥を選んだ真島の想いを受け止めた上で激突し、結果として決着は付かなかったものの、最終的には駆け付けた大吾たちが黒澤を屈服させたことで真島共々生還を果たす。

#### 龍が如く6 命の詩。
真島との死闘後に脱獄の容疑で逮捕され、馬場と共に網走刑務所に再収監されて贖罪の日々を送る。終盤（2016年12月、当時51歳）には釈放され、同じく別の件で釈放された大吾や真島と共に東城会に復帰する。

#### 龍が如く ONLINE
過去のエピソードで登場し、『5』での真島との死闘後の道中で、黒澤一派の残党と遭遇をするもこれを撃退する。事件収束後に病床に伏してる笹井と墓前で眠る靖子に挨拶をし、真島と共に入院した桐生の元へ向かった。

#### 龍が如く7 光と闇の行方
2017年（当時52歳）に実施された「神室町3K作戦」で東城会が崩壊した後は行方を眩ませていたが、実は、八代目近江連合若頭・渡瀬勝と東城会6代目会長・堂島大吾による東城会と近江連合の同時解散計画に協力していたことが後に判明する。しかし、作戦決行直前に、渡瀬が組員の「使用者責任」の罪で逮捕され、2年間服役する事になり、東城会が神室町から撤退後、渡瀬が出所するまで、ニック・尾形の計らいで、堂島・真島と共に身を隠していた。その後、2019年（当時54歳）に荒川真澄に事の真相を問いただすために近江連合本部に侵入してきた春日一番達の前に真島と共に立ちはだかり、激闘を繰り広げるが、大吾と荒川の制止によりすぐに和解する。翌日、近江連合本部で行われた、渡瀬の出所祝いの席で、渡瀬と大吾から同時解散宣言が行われ、共に解散届けを提出するため大阪府警に行くところを阻止しようと、出席していたほぼ全ての近江連合幹部からの反乱が起き、渡瀬と大吾を守るために、荒川や真島、春日達、そして突如として現れた桐生と共に共闘し、反乱者達を撃退した。事件終結後、荒川親子のお別れ会に渡瀬や大吾、真島らと共に参列し、渡瀬と大吾が蒼天堀で立ち上げた警備会社に就職したことが示唆されており、その席で春日を誘ったが、「受け皿必要なのは蒼天堀も異人町も同じ」だと丁重に断られた。

#### 龍が如く7外伝 名を消した男
解散計画に反対していた渡瀬組若頭補佐・獅子堂康生に真島が苦戦していた際には手を貸すが抑えつけられなくなり、反対派の象徴である獅子堂が声を上げたことで、解散宣言の際に倒した近江の組員が本部の入り口に集まりだしたが、桐生たちと共にこれを鎮圧し、本部を後にした。

#### 龍が如く8
2023年、58歳。近江連合・東城会による大解散後、「元暴5年条項」の制限打破と、元極道たちの受け皿として堂島大吾と渡瀬勝らが中心となって、共に大阪の蒼天堀で警備会社を設立した。元極道と言う肩書がある為、それらが障害とならないよう対策をし、当初はうまく立ち回れることが出来、新規顧客も掴み経営も順調に行っていた。設立から１年後、告発系動画「多々良チャンネル」により、社員が元極道であること、また設立の障害とならないよう、近江連合・東城会のありとあらゆるコネを使いマスコミや役所にも手を回していたことが暴露され公にされてしまった。反論しようにも「明かされたことが全て事実」だったため一切反論する事も出来ず、それらが発端で顧客も徐々に離れ経営も困難に陥った。更に社員たちからは「東城会復活による極道復帰」を望む声も上がり出し会社内部もガタガタ。結果的に経営不振が加速して倒産となった。元極道たちに東城会復活の夢を抱かれ、カタギからは会社設立の経緯を叩かれることになり、内と外から追い詰められる立場になり、「表舞台」に居てはいけないと、堂島大吾・真島吾朗と共に辺鄙な田舎に身を引き、海辺の掘っ立て小屋で身を潜めるようにひっそりと暮らしていた。そこへ桐生が現れ自身の病気と親の遺志を引き継ぐべく奮闘していた、元荒川組若頭・沢城への協力を懇願してきたが、自分たちの置かれた状況から受け入れを拒否。その直後の桐生の発言に逆上した真島、大吾を見て、多勢に無勢だと考え、桐生たちと対峙する。そして、桐生から「他人の人生を狂わせる事か、失敗する事か、どちらにせよ怖がって逃げているだけ」と弱腰になっている事を追及され反論出来なかった。その後、桐生に言われた事で改心。一緒に後始末をしようと海老名との最終決戦に臨むためミレニアムタワーに向かった桐生達の下に駆け付け共に撃退。その際には、ファー付ミリタリーコートに黒シャツ、迷彩柄パンツに黒ブーツと言う往年のスタイルで駆け付け、剛腕を生かした戦闘スタイルは健在。

#### 龍が如く8外伝 Pirates in Hawaii
記憶喪失となりながらもネレ島にたどり着いた真島を日本に連れ帰るためにハワイを訪問。記憶喪失に半信半疑であり、かつてのように「兄弟」と呼んでも芳しくない反応をする真島の目を覚ますために対決する。白のポロシャツにベージュの長ズボン、茶色の革靴と常夏の島相応の軽装をしている。背中の刺青を披露した際に引っ掻かれるなど、子トラのゴローとは相性が悪い。

### 外伝シリーズ

#### 龍が如く OF THE END
名前のみの登場となるが、2011年（当時46歳）に冴島組で中国に商談に向かっていることが語られている。